# Poilannammia costata
Poilannammia costata är en tvåhjärtbladig växtart som beskrevs av Carlo Hansen. Poilannammia costata ingår i släktet Poilannammia och familjen Melastomataceae. Inga underarter finns listade i Catalogue of Life.